# 엘리자베스 앤더슨

엘리자베스 시커 앤더슨(Elizabeth Secor Anderson, 1959년 12월 5일 ~ )은 미국의 철학자이다. 정치 철학, 윤리 및 페미니스트 철학을 전문으로 한다.

## 교육 및 경력
코네티컷 주 맨체스터에서 자란 앤더슨은 1977년 Manchester High School 을 졸업했다. 유나이티드 테크놀로지스의 엔지니어인 그녀의 아버지는 그녀와 함께 존 스튜어트 밀과 플라톤을 읽음으로써 철학에 관심을 갖게 되었다.
앤더슨은 1981년 스와스모어 칼리지에서 경제학을 부전공으로 철학 학사 학위를 받았다. 1987년 앤더슨은 하버드 대학교 철학박사 과정을 마쳤다. 그녀는 1985-86년 Swarthmore College에서 철학의 방문 강사였으며 1987년에는 미시간 대학교에서 자리를 잡았다. 그녀는 1993년에서 1999년 사이에 철학 및 여성 연구 부교수였으며 1999년에 교수로 승진했다. 1994년 그녀는 학부 교육에 대한 헌신과 학생들의 지적 발달과 삶에 뚜렷한 영향을 미친 것을 인정하여 Arthur F. Thurnau 교수로 임명되었다. 2005년에 그녀는 John Rawls 대학 철학 및 여성 연구 교수로, 2013년에는 John Dewey 특훈 대학교 철학 및 여성 연구 교수로 임명되었다.
앤더슨은 2008년 미국 예술 과학 아카데미 회원으로 선출되었다. 2013년 앤더슨은 그녀의 작업을 지원하기 위해 구겐하임 펠로십을 받았다. 앤더슨은 2018년 2월 Society for Progress의 저서 Private Government: How Employers Rule Our Lives(and Why We Don't Talk about It) 로 Progress Medal 수상자로 선정되었다. 2019년에는 맥아더 펠로우 프로그램에서 "Genius Grant"를 받았다. 앤더슨은 또한 COVID-19 시대의 상위 50인 사상가의 2020년 <i id="mwKg">전망</i> 목록에서 순위가 없는 하위 40위 안에 들었다. 2021년에 그녀는 미국 철학 학회 회원으로 선출되었다.

## 철학적 작업
앤더슨의 책 The Imperative of Integration 은 "하나 이상의 사회 과학 철학 분야에서 탁월한 학술적 기여"를 인정받아 미국 철학 협회( American Philosophical Association )의 2011 Joseph B. Gittler Award를 수상했다. 그녀는 또한 윤리 및 경제학의 가치( Value in Ethics and Economics )와 수십 편의 기사의 저자이기도 하다.
다양한 강의와 출판물에서 앤더슨은 직업 윤리의 기원과 문화에 대한 지속적인 영향을 탐구했다. 그녀의 작업 대부분은 미국 문화와 역사에 중점을 두고 있지만 주주 자본주의가 두드러지게 나타나는 유럽 국가의 영향을 광범위하게 받고 적용할 수 있다. 앤더슨은 막스 베버를 되풀이하여 프로테스탄트, 특히 리차드 벡스터를 직업 윤리의 창시자로 지적한다. 칼뱅주의자들은 천국에 들어가 성인이 되려면 믿음이 있어야 한다고 믿었다. 벡스터는 단순한 자기 성찰로는 믿음이 있는지 없는지를 알 수 있는 방법이 없다고 주장했다. 대신 행동, 특히 개인의 직업 윤리를 살펴봐야 한다. 게으름과 나태함은 믿음이 쇠퇴하고 있다는 증거로 여겨졌다. 벡스터는 그의 Saints Everlasting Rest (1650)에서 개신교 직업 윤리의 핵심 교리를 제시했다. 로버트 샌더슨과 같은 많은 청교도 사상가들은 노동자를 신에 대한 의무를 다하는 것으로 보았고 명백히 친노동자 가치를 장려했다.
결국, 이러한 개신교 가치는 애덤 스미스, 토머스 페인, 존 스튜어트 밀과 같은 고전적 자유주의자에 의해 세속화되었다. 그러나 앤더슨은 직업 윤리에 대해 보수적 친자본주의적 견해와 진보적 친노동적 견해라는 두 가지 사상이 출현했다고 가정한다. 그녀는 이것이 공예가를 자본 소유 계급과 몰락한 노동 계급으로 분열시킨 산업 혁명의 결과, 또는 21세기에 프레카리아트로 간주되는 것이라고 주장한다. 그녀는 직업 윤리의 두 가지 버전, 즉 노동자가 선호하는 진보적 해석과 자본 소유자가 선호하는 보수적 해석을 본다.
앤더슨은 계속해서 많은 신자유주의 주장이 실제 고전적 자유주의자가 아니라 맬서스와 벤담의 저작에 크게 뿌리를 두고 있다고 주장한다. 맬서스는 사람들이 자신의 게으름, 난잡함, 악덕 때문에 가난하다고 주장하면서 엄격한 개인의 책임을 지지했다. 벤담은 사적 자본가가 국가가 할 수 있는 것보다 더 효율적인 서비스 제공을 창출할 수 있다는 개념을 창안했다. 대조적으로, 고전적 자유주의는 분명히 더 친노동자였으며 현대의 보수적 신자유주의적 가치와 일치하지 않았다. 앤더슨은 자본 소유자가 게으른 부자에게서 가난한 사람에게 분노를 돌린 역전이 있다고 주장한다. 그러나 그렇게 함으로써 이러한 아이디어 중 많은 부분이 모순이 되었다. 앤더슨은 여러 가지 예를 제공한다. 보수가 복지에 반대하는 이유는 기부금이 행복을 가져올 수 없기 때문이다. 그러나 이 주장은 배당금의 수동적 수령에 대해 사용되지 않는다. 개인의 책임이라는 개념은 채무자를 돕지 않는 이유로 자주 인용되지만 위험한 대출을 발행했거나 이미 위험 프리미엄을 부과한 채권자에 대해서는 거의 평가되지 않다. 반독점 감정은 종종 노동조합에 부과되지만 지식재산 보호법이나 독점금지법의 해체에 대해서는 부과되지 않는다.